# Xantholepis dicycla
Xantholepis dicycla là một loài bướm đêm trong họ Noctuidae.